# MultiAir
Technologia MultiAir (UniAir) – technologia elektro-hydrauliczna, która umożliwia otwieranie i zamykanie zaworów przy dowolnej zmianie faz otwarcia. MultiAir jest kompatybilny z silnikami wolnossącymi oraz turbodoładowanymi. MultiAir został opatentowany przez firmę Fiat w 2002 r. i wprowadzony na rynek w 2009 r., podczas międzynarodowego salonu w Genewie. Obecnie jest dostępny jedynie w autach koncernu Fiat, między innymi w modelu Fiat Panda, Fiat Bravo oraz Alfa Romeo MiTo. Silniki wyposażone w tę technologię są produkowane w fabryce w Termolii we Włoszech.

## Technologia
MultiAir opiera się na mechanizmie wstawionym pomiędzy krzywką wału rozrządu a trzonem zaworu. Mechanizm składa się z tulejki z zaworem elektrycznie otwieranym, wypełnioną olejem hydraulicznym, z tłokami po obu stronach. Przy zamkniętym zaworze elektrycznym, tłok (górny) napychany przez wał krzywkowy powoduje odpowiednie wypychanie dolnego tłoku za pośrednictwem oleju, popychając również trzon zaworu, otwierając zawór w cylindrze. Natomiast otwarty zawór (elektryczny) wypuszcza olej z tulejki, przy czym dolny tłok się nie rusza a zawór w cylindrze się nie otwiera. Zamykanie i otwieranie tego zaworu razem z odpowiednim wałkiem krzywkowym umożliwia więc tworzenie dowolnego profilu otwierania i zamykania zaworów silnikowych oraz ich optymalnego szeregowania.
Przy tym rozwiązaniu, przepustnica już nie jest potrzebna, gdyż opóźnienie otwierania lub wczesne zamykanie zaworów ssących, reguluje ilość powietrza wpuszczonego do silnika. Dzięki tej technologii ciśnienie powietrza w komorze wlotowej jest zawsze jednakowe, co powoduje uzyskanie lepszego momentu obrotowego. 

## Wymiana ładunku silnika
Maksymalna moc silnika jest uzależniona od ilości ładunku dostarczonego do silnika. Aby zwiększyć moc, należy dostarczyć do silnika większą ilość powietrza. Turbodoładowanie zwiększa ciśnienie powietrza w układzie dolotowym i z w trakcie cyklu pracy rośnie masa powietrza dostarczanego do silnika. Umożliwia to podanie większej dawki paliwa i uzyskanie większej mocy. Większa ilość spalin oddaje swą energię w turbinie turbosprężarki, co poprawia napełnianie silnika świeżym ładunkiem. Przy silniku wolnossącym w kolektorze dolotowym jest podciśnienie, co ogranicza ilość powietrza dostarczanego do silnika - a tym samym i jego moc.

## Zmiana faz rozrządu
Aby zwiększyć wysilenie silnika poza turbodoładowaniem stosuje się zmienne fazy rozrządu. Przy niskich prędkościach obrotowych silnika zawory ssące otwierają się w pobliżu GMP i zamykają w pobliżu DMP. W miarę wzrostu obrotów wykorzystuje się inercję słupa zasysanego powietrza. Zawory otwierają się wyraźnie przed GMP, a zamykają wyraźnie później po DMP. Zmiana fazy rozrządu i zwiększenie kątów otwarcia zaworów dolotowych powoduje poprawę napełniania cylindrów powietrzem i daje możliwość spalenia dodatkowej dawki paliwa - skutkuje to większą mocą silnika i bardziej płaską biegunową momentu obrotowego silnika. 

## Zalety
Silniki MultiAir skutkują zwiększeniem mocy (do 10%), momentu obrotowego (do 15%) przy mniejszym zużyciu paliwa (do 10%) oraz zmniejszeniem ilości emisji spalin (do 10%) w porównaniu z tradycyjnym silnikiem spalinowym. Silnik uporządkowany w system MultiAir płynniej pracuje w niskich temperaturach, ma bardziej płaski profil momentu obrotowego co zapobiega trzęsieniu silnika podczas gaszenia.
Wszystkie te zalety można zaobserwować w obecnym modelu Alfa Romeo MiTo: 
|                      | MiTo 1.4JTB | MiTo 1.4JTB MultiAir |
| Moc (kW)             | 114         | 125                  |
| Moment Obrotowy (Nm) | 230         | 250                  |
| Spalanie (l/100km)   | 6,5         | 6,0                  |

## Historia
MultiAir swój początek bierze z wynalazku oddziału Fiata, Centro Richerche Fiat w 2001 r. Pierwszy funkcjonujący prototyp silnika z technologią MultiAir został zrealizowany w 2003 r. Produkcja seryjna była możliwa dzięki współpracy z niemiecką firmą Schaeffler Group.